# 森庸年
森 庸年（もり ようねん、1944年 - ）は、日本の行動経路研究家。気の鍛錬術「森の会」を主宰。

## 来歴
東京都生まれ。駒澤大学卒業。出版関連の職に就き、簑内宗一と出会う。30代半ばに過労による内臓疾患で入院。歩行すら苦痛の中、簑内の提唱する武医道の道場に通う。それにより病状は劇的に回復し健康体になる。以来20年、武道鍛錬の技の継承と発展に努める。東京・本郷の道場を拠点とし活動。
横浜市で気の鍛錬術「森の会」主宰。独自に創始した武道原理の指導にあたる
。森庸年斎。
気の鍛錬術は、武道医学研究家・簑内宗一の武道医学と東洋医学を基にして森庸年が開発した気血流通法。この鍛錬術では相手に触れない、痛めない、呼吸や動きを止めないことを心がける。

## 著書
- 「武道鍛錬術」簑内宗一と共著　砂書房 1996.5
- 「簑内宗一武道鍛錬法のすべて」砂書房 1997.1
- 「簑内宗一伝・気の武道鍛錬術」BABジャパン
- 「形で治せる動物健康法」高橋華王と共著　砂書房 1998.9
- 「武道経穴鍛錬法 - 簑内宗一教伝」砂書房 2003.11
- 「武道秘孔鍛錬法 - 日本伝兵『気の原理』」砂書房 2006.6

### DVD
- 「簑内宗一伝・森庸年の気の鍛錬術」BABジャパン 2015.2[3]